# Stazione di Fontanarosa-Cervaro
Stazione di Fontanarosa-Cervaro vasútállomás Olaszországban, Cassino településen.

## Vasútvonalak
Az állomást az alábbi vasútvonalak érintik:
- Róma–Cassino–Nápoly-vasútvonal

## Kapcsolódó állomások
A vasútállomáshoz az alábbi állomások vannak a legközelebb:
- Stazione di Cassino
- Stazione di Rocca d'Evandro-San Vittore